# Бутеони
Бутеоните (на латински: Buteones) са клон на римската фамилия Фабии.
Известни с този когномен:
- Нумерий Фабий Бутеон, консул 247 пр.н.е.
- Марк Фабий Бутеон, консул 245 пр.н.е.
- Марк Фабий Бутеон, претор 201 пр.н.е., управител на Сардиния
- Квинт Фабий Бутеон, претор 196 пр.н.е., управител на Далечна Испания
- Квинт Фабий Бутеон, претор 181 пр.н.е., управител на Цизалпийска Галия
- Нумерий Фабий Бутеон, претор 173 пр.н.е., ном. за управител на Близка Испания, но умира в Марсилия
- Квинт Фабий Бутеон, квестор 134 пр.н.е.
- Бутеон (оратор), 1 век пр.н.е.

Други:
- Мишелови (лат. Buteo), род дневни грабливи птици от семейство Ястребови (Accipitridae)
- Обикновен мишелов (лат. Buteo buteo), средно голяма дневна граблива птица от семейство Ястребови (Accipitridae).
- Йоханес Бутеон (1492 – 1564, 1572), френски математик